# Campellolebias
Campellolebias ist eine Gattung der Saisonfische aus der Familie Rivulidae und gehört zur Gruppe der Eierlegenden Zahnkarpfen. Die Arten dieser Gattung erreichen je nach Art eine Standardlänge von 3,5 bis 4,5 cm. Sie bewohnen temporäre Sümpfe und Tümpel am Rande dichter Regenwälder, manchmal auch in offener Vegetation, zwischen dem Einzugsgebiet des Rio Ribeira de Iguape und dem Einzugsgebiet des Rio Tubarão im südlichen Brasilien.

## Merkmale
Campellolebias-Arten besitzen wie die nah verwandten Arten der Gattung Cynopoecilus ein Gonopodium zur Begattung der Weibchen. Damit unterscheiden sich diese beiden Gattungen von allen anderen Arten der Familie Rivulidae. Campellolebias unterscheiden sich von Cynopoecilus unter anderem durch eine abgestumpfte Schwanzflosse der Männchen und durch kleine schwarze Flecken auf dem hinteren Schwanzstiel der Weibchen. Campellolebias weisen keinen breiten dunklen Mittelstreifen auf dem Körper auf, wie dieser bei Cynopoecilus vorhanden ist.

## Arten
Die Gattung Campellolebias umfasst folgende fünf Arten:
- Campellolebias brucei Vaz-Ferreira & Sierra de Soriano, 1974
- Campellolebias chrysolineatus Costa, Lacerda & Brasil, 1989
- Campellolebias dorsimaculatus Costa, Lacerda & Brasil, 1989
- Campellolebias insularis Volcan, Garcez, Robe, Feltrin, Costa & Lanés, 2025
- Campellolebias intermedius Costa & de Luca, 2006